# 吉忽伦图苏木
吉忽伦图苏木是中华人民共和国内蒙古自治区包头市石拐区下辖的一个苏木。
於2006年，吉忽伦图苏木和原国庆乡合并为五当召镇。
2012年1月20日，内蒙古自治区人民政府批复同意从五当召镇划出部分区域，设置吉忽伦图苏木，辖绍卜亥、白菜沟、吉忽伦图、三岔口、爬榆树5个嘎查和吉忽伦图社区，驻吉忽伦图。
苏木面积为315平方公里，辖绍卜亥、吉忽伦图、白菜沟、三岔口、爬榆树5个嘎查和吉忽伦图社区。现有人口7800多人，有蒙古族、藏族、回族、满族及苗族等5个中國少数民族。

## 行政区划
吉忽伦图苏木下辖以下村级行政区划单位：
吉忽伦图社区、吉忽伦图嘎查、绍卜亥嘎查、白菜沟嘎查、三岔口嘎查和爬榆树嘎查。